# Liste der Bodendenkmale in Neupetershain
In der Liste der Bodendenkmale in Neupetershain sind alle Bodendenkmale der brandenburgischen Gemeinde Neupetershain und ihrer Ortsteile aufgelistet. Grundlage ist die Veröffentlichung der Landesdenkmalliste mit dem Stand vom 31. Dezember 2020. Die Baudenkmale sind in der Liste der Baudenkmale in Neupetershain aufgeführt.
|   | Gemarkung            | Flur | Kurzansprache | Bodendenkmalnummer | Bemerkung | Bild |
| - | -------------------- | ---- | --- | ------------------ | --------- | ---- |
| 1 | Neupetershain (Lage) | 1, 4 | Dorfkern deutsches Mittelalter, Turmhügel deutsches Mittelalter, Dorfkern Neuzeit, Kirche deutsches Mittelalter, Kirche Neuzeit, Turmhügel Neuzeit, Friedhof deutsches Mittelalter, Friedhof Neuzeit | 80178              |           |      |
| 2 | Neupetershain (Lage) | 6    | Dorfkern deutsches Mittelalter, Dorfkern Neuzeit, Turmhügel deutsches Mittelalter, Schloss Neuzeit                                                                                                   | 80179              |           |      |